# أزمة عائلية (مسلسل)
أزمة عائلية مسلسل درامي كوميدي سوري بدأ عرضه في 27 مايو عام 2017م / 1 رمضان عام 1438هـ تدور احداثه خلال الحرب السورية عن عائلة تتعرض لأوجاع الشارع السوري بأسلوب لايخلو من الكوميديا لكن تغلب عليه الجدية.

## ملخص القصة
تدور احداث المسلسل في إطار كوميدي حول عائلة يقع أفرادها في مواقف بسبب تفكير وثقافة كل منهم، فالأب مثلًا يجد المفاهيم تغيرت وسط صعوبات الحياة الطارئة، والزوجة الغيورة التي لا تريد سوى الهجرة خارج البلاد، والأبناء الذين يطبقون تجاربهم العلمية في المنزل مما يتسبب في الكثير من المشاكل .

## الشخصيات
| - رشيد عساف بدور جهاد أبو يزن - رنا شميس بدور ام يزن - طارق عبدو بدور يزن - نجاح مختار بدور نورما - ليا مباردي بدور سلمى - أمانة والي بدور ام سالي - معن عبد الحق. بدور أبو الرود - جمال العلي - عاصم حواط بدور طلال - حسين عباس - أحمد كنعان - مريم علي - هناء نصور - غسان عزب - جوان الخضر - نادين الشعار - لؤي شانا - تولاي هارون - رنا ريشه - رنا العظم - أسيمة يوسف - الليث المفتي - محمد حمادة | - ولاء عزام - فهد السكري - مازن ست البنين - مهند البزاعي - حسام تحسين بيك - علي كريم - بشار إسماعيل - جرجس جبارة - أيمن بهنسي - أحمد خليفة - جود عزب - داود عزب - بسام مرهج - زياد الحايك - حيدر فارس - عبود رحيلو - فايز مدلل - طارق زعتر - سامي جهجاه - سامر عبظو - كوكب الأسطة - سليم منقل - أنس الحاج |